# تايكي كيكونو
تايكي كيكونو (باليابانية: 菊野 太紀) (7 يوليو 1992 في طوكيو في اليابان – )؛ هو لاعب كرة قدم سابق كان يلعب كمدافع.

## وصلات خارجية
- تايكي كيكونو على موقع رابطة كرة القدم اليابانية للمحترفين (اليابانية)